# Ostrý vrch (Góry Złote)
Ostrý vrch – wzniesienie o wysokości 795 m n.p.m. w Górach Złotych w Sudetach Wschodnich, leżący na granicznym grzbiecie, oddzielającym Polskę od Czech.

## Położenie
Wzniesienie, położone na granicy polsko-czeskiej w Sudetach Wschodnich, w południowo-zachodniej części Gór Złotych, na terenie Śnieżnickiego Parku Krajobrazowego, wznosi się między wzniesieniem Borówkowa, po północno-zachodniej stronie i Przełęczą Lądecką po południowo-wschodniej stronie, około 4,9 km, na północny wschód od miejscowości Lądek-Zdrój.

## Fizjografia
Graniczne wzniesienie, które wyrasta na południowy wschód od Borówkowej, charakteryzujące się dość stromym południowym, wschodnim i zachodnim zboczem, regularną rzeźbą i ukształtowaniem o kopulastym kształcie z  wyraźnym szczytem. Grzbietowe zbocze północno-zachodnie łagodnie opada wzdłuż granicy w kierunku niewielkiego siodła i przechodzi w zbocze wyższego o 33 m. wzniesienia Młyńska a zbocze południowo-wschodnie stromo opada w kierunku Przełęczy Lądeckiej. Wzniesienie w całości zbudowane ze skał metamorficznych, głównie z gnejsów gierałtowskich oraz łupków krystalicznych. Na zboczach wzniesienia pośród drzew występują charakterystyczne pojedyncze niewielkie skałki. Wzniesienie porośnięte w większości naturalnym lasem mieszanym regla dolnego, a w partiach szczytowych świerkowym. Położenie wzniesienia, kształt oraz mało wyraźny szczyt czynią wzniesienie nierozpoznawalnym w terenie. Na południowo-zachodnim zboczu położona jest wyludniająca się mała miejscowość Wrzosówka.

## Ciekawostki
Na szczycie wzniesienia stoi znak graniczny nr III/13/1.
- W przeszłości prawie pod sam szczyt wzniesienia podchodziły zabudowania Wrzosówki. Obecnie można znaleźć resztki zabudowań[2].

## Turystyka
Przez szczyt prowadzi szlak turystyczny
- zielony – prowadzący wzdłuż granicy państwowej od Przełęczy Różaniec do Niemojowa.

poniżej szczytu po północnej stronie przechodzi:
- niebieski – czeski szlak prowadzący na Borówkową.
- Do szczytu można dojść od Wrzosówki ścieżką a następnie zielonym szlakiem wzdłuż granicy państwa wąskim pasem pozbawionym drzew.
- W niewielkiej odległości od szczytu w kierunku północno-zachodnim położony jest niewielki punkt widokowy.